# Adolf Watznauer
Adolf Watznauer (* 29. April 1907 in Reichenberg (Böhmen); † 10. März 1990 in Karl-Marx-Stadt) war ein deutscher Geologe. Er fungierte ab 1947 als Hauptgeologe der SDAG Wismut sowie von 1953 bis 1972 als Professor an der Bergakademie Freiberg, deren Geologisches Institut er ab 1957 leitete. Schwerpunkte seines Wirkens waren die Lagerstättenkunde des Erzgebirges und die Gebirgsbildung in Mitteleuropa.

## Leben
Adolf Watznauer wurde 1907 in Reichenberg geboren und absolvierte ab 1925 ein naturwissenschaftliches Studium an der Deutschen Universität Prag, das er 1930 mit einer Promotion über die Geologie des Riesengebirges abschloss. Er war anschließend zunächst als Lehrer an der Deutschen Mittelschule in Preßburg sowie am Gymnasium in Brüx tätig und widmete sich geologischen Studien in den Sudeten. Ab 1939 war er Mitarbeiter der Lagerstättenforschungsstelle, der Nachfolgeeinrichtung des Sächsischen Geologischen Landesamtes, und beschäftigte sich unter Kurt Pietzsch mit der lagerstättenkundlichen Erforschung des Erzgebirges.
Nachdem er während des Zweiten Weltkrieges in Kriegsgefangenschaft geraten war, fungierte er nach seiner Rückkehr ab 1947 als Hauptgeologe der SDAG Wismut, die sich nach ihrer Gründung zum weltweit drittgrößten Förderunternehmen für Uran entwickelte. Im Rahmen dieser Tätigkeit erstellte er ein Kartenwerk aus 15 geologischen Karten im Maßstab 1:200.000, das in einheitlicher Form den gesamten Süden der damaligen Deutschen Demokratischen Republik (DDR) darstellte. Im Jahr 1953 wurde er darüber hinaus zum Professor für Petrografie und vier Jahre später zusätzlich für Geologie an die Bergakademie Freiberg berufen, an der er 1957 auch die Leitung des Geologischen Instituts übernahm. Er wurde 1972 emeritiert und starb 1990 in Karl-Marx-Stadt.

## Wissenschaftliches Wirken
Die wissenschaftliche Tätigkeit von Adolf Watznauer umfasste unter anderem die Erforschung des Grundgebirges, die Petrografie der Sedimente, die historische Geologie, die Hydrogeologie und die Geotechnik. Insbesondere untersuchte er Deformationsprozesse in Festgesteinskörpern sowie die Gefügestockwerke im Erzgebirge. Die Ergebnisse seiner Forschung sind insbesondere für das Verständnis der als variskische Orogenese bezeichneten Phase der Gebirgsbildung in Europa während des Paläozoikums von Bedeutung. Darüber hinaus war er an der Erarbeitung einer tektonischen Karte Europas im Maßstab 1:2.500.000 beteiligt.

## Auszeichnungen
Adolf Watznauer war ab 1957 ordentliches Mitglied der Deutschen Akademie der Wissenschaften zu Berlin, der späteren Akademie der Wissenschaften der DDR, und gehörte außerdem ab 1962 der Deutschen Akademie der Naturforscher Leopoldina sowie ab 1972 der Sächsischen Akademie der Wissenschaften an. Darüber hinaus wurde er zum Ehrenmitglied der Gesellschaft für Geologische Wissenschaften der DDR, der Tschechoslowakischen Gesellschaft für Mineralogie und Geologie sowie der Ungarischen Geologischen Gesellschaft ernannt.
Er erhielt 1952 als erster Wissenschaftler den ein Jahr zuvor in der DDR gestifteten Ehrentitel Hervorragender Wissenschaftler des Volkes, 1982 in Anerkennung seiner Beiträge zum Verständnis des variskischen Gebirgsbaus in Mitteleuropa die Gustav-Steinmann-Medaille der Geologischen Vereinigung sowie 1987 in Würdigung seines Lebenswerkes die Cothenius-Medaille der Leopoldina. Die Königliche Akademie der Wissenschaften und Schönen Künste von Belgien verlieh ihm 1971 für seine Verdienste um die Erforschung des Kristallins die für herausragende Beiträge zur Geologie im jeweils vorangegangenen Jahrzehnt vergebene Paul-Fourmarier-Medaille in Gold.

## Werke (Auswahl)
- Die Geologie des Bezirkes Gablonz. Reihe: Heimatkunde des Bezirkes Gablonz in Böhmen. Heft 4. Gablonz 1935
- Uranlagerstätten der Erde. Berlin 1957
- Die wirtschaftlichen Grundlagen der Energiegewinnung aus Uran als Spaltmaterie. Berlin 1960
- Zur Geschichte der Erde und des Kosmos. Berlin 1973 (als Mitautor)
- Wörterbuch Geowissenschaften Deutsch-Englisch, Englisch-Deutsch. Berlin 1973, 1981, 1987; Lizenzausgabe Frankfurt am Main und Zürich 1975, 1982, 1989 (als Herausgeber)
- Die Rolle des Radons (Isotop 222Rn) als Umweltfaktor: Eine Übersicht. Berlin 1983